# 何秀刚
何秀刚（1983年10月—），中华人民共和国政治人物、全国脱贫攻坚先进个人。

## 生平
何秀刚任德江县平原镇党委书记。因在脱贫攻坚战中作出突出贡献，2021年2月25日全国脱贫攻坚总结表彰大会上，何秀刚被授予“全国脱贫攻坚先进个人”。